# Coverdale•Page
Coverdale•Page è un progetto musicale scaturito dalla collaborazione fra il cantante David Coverdale (l'ex Deep Purple aveva messo momentaneamente in pausa i suoi Whitesnake), e il chitarrista Jimmy Page, ex Led Zeppelin. Il progetto, che in studio vide principalmente coinvolti il batterista Danny Carmassi (Montrose, Heart) e il bassista Jorge Casas (Miami Sound Machine), prese le mosse nel 1991 per quindi esaurirsi nel 1993, con la pubblicazione di un solo album, Coverdale•Page, e sette date live in Giappone tra il 14 e il 22 dicembre, con un subentrante Guy Pratt al basso.
Il disco, in realtà, era stato accolto con un certo favore sia dalla critica che dal pubblico (sarà certificato oro e platino in diversi paesi) ma a condannare il progetto fu l'indifferenza dei tour promoter statunitensi, distratti in quel momento dall'esplosione del fenomeno grunge.
L'idea di abbinare i due artisti era stata dello storico A&R John Kalodner, approfittando del fatto che sia Coverdale che Page fossero allora sotto contratto con la medesima etichetta.
All'epoca il progetto fu particolarmente criticato dall'ex cantante dei Led Zeppelin, Robert Plant, che accusò Coverdale di volerlo imitare. Alcuni giunsero a insinuare che la collaborazione tra Page e Coverdale fosse stata orchestrata da Kalodner con lo specifico intento di stuzzicare lo stesso Plant, fino a quel momento contrario a ogni ipotesi di reunion con Page.
In un'intervista radiofonica del marzo 2018 (coincidente con il 25º anniversario dell'album), Coverdale ha accennato all'intenzione di realizzare con Page, non appena i rispettivi impegni lo avrebbero consentito, un'edizione ampliata del disco sfruttando il materiale conservato dal meticoloso chitarrista: i master originali del progetto Coverdale–Page, infatti, sarebbero tra le migliaia andati distrutti nel corso del famigerato rogo della Universal del 2008.

## Discografia

### Album in studio
- 1993 – Coverdale•Page

### Singoli
| Anno | Titolo                     | Classifiche        | Classifiche            |
| Anno | Titolo                     | US Mainstream Rock | Official Singles Chart |
| ---- | -------------------------- | ------------------ | ---------------------- |
| 1993 | Pride and Joy              | 1                  | —                      |
| 1993 | Shake My Tree              | 3                  | —                      |
| 1993 | Take Me for a Little While | 15                 | 29                     |
| 1993 | Over Now                   | 24                 | —                      |
| 1993 | Take a Look at Yourself    | —                  | 43                     |